# ENSTA ParisTech
Die École nationale supérieure de techniques avancées (ENSTA ParisTech) ist eine französische Elitehochschule für Ingenieure. Sie wurde im Jahre 1741 gegründet und ist die älteste Ingenieurschule in Frankreich. Sie bildet innerhalb von drei Jahren allgemeine (nicht spezialisierte) Ingenieure aus. Sie gehört heute zu ParisTech und war ein Gründungsmitglied der Université Paris-Saclay bis zum Dezember 2019. Jetzt ist sie Gründungsmitglied des Institut Polytechnique de Paris (IP Paris).